# Oxfordshire Community Stroke Project
Oxfordshire Community Stroke Project (OCS) klassifikationen utvecklades primärt för klassa stroke i epidemiologiska studier.

## Klassificering
I en artikel i Lancet från 1991, klassificerade Bamford och medarbeterare stroke i fyra grupper beroende på patienterna kliniska symtom. Forskarna var tvungna att använda sig av den teknik som fanns vid slutet av 1980-talet i Storbritannien, bl.a. var användandet datortomografi (DT) av hjärnan inte speciellt utbredd undersökningsmetod och Bamford och medarbetare baserade klassificeringen enbart på kliniska undersökningar. En annan svaghet var att bedömning av extra- och intrakraniella artärer inte var  tillgängliga. Anledningen till att ordet syndrome användes var att både blödningar och infarkter inkluderades i definitionen.
Det är viktigt att betona författarna använde det kliniska mönstret vid tidpunkten för maximalt bortfall. För att göra en korrekt bedömning måste man alltså ta in all information, från insjuknande fram till att man ser patienten. Ursprungligen gjordes följande indelning:
- Lacunar syndrome (LACS)
- Total anterior cirkulation syndrom (TACS)
- Partial anterior cirkulation syndrome (PACS)
- Posterior circulation syndrome (POCS)

Allt eftersom DT har blivit mer och mer tillgänglig, har följande termer kommit att användas:
- Lacunar infarct eller lacunar stroke (LACI)
- Total anterior cirkulation infarction (TACI)
- Partial anterior cirkulation infarction (PACI)
- Posterior circulation infarct (POCI)

Tabellen nedan anger hur stor andel av infarkterna som ingår i varje grupp, den engelska och svenska översättningen och definitionen av förkortningen.
| Förkortning (andel i procent) | Engelsk term                          | Svensk översättning                              | Definition |
| ----------------------------- | ------------------------------------- | ------------------------------------------------ | --- |
| LACI (25 %)                   | Lacunar Infarct                       | Lakunär infarkt                                  | Något av nedanstående kriterier måste var uppfyllda: - Isolerad motorisk bortfall - Isolerad sensoriskt bortfall - Kombinerad motorisk-sensoriskt bortfall - Ataktisk hemipares |
| TACI (17 %)                   | Total Anterior Circulation Infarct    | Komplett infarkt av den främre cirkulationen     | Samtliga nedanstående kriterier måste var uppfyllda: - Störningar av högre funktioner (t.ex. dysfasi, dyskalkuli, visiospatiala problem) - Homonym hemianopsi - Ipsilateral motor och/eller sensorisk störning av ansikte, arm och ben (minst 2 av ansikte/arm/ben)                                                            |
| PACI (34 %)                   | Partial Anterior Circulation Infarcts | Icke komplett infarkt i den främre cirkulationen | Något av nedanstående kriterier måste var uppfyllt: - Om man endast uppfyller 2 av de 3 delarna av TACI enligt ovan - Deficit av de högre funktionerna enbart - Motor/sensorisk störning mer begränsad än i LACI (t.ex. nedsatt förmåga i en extremitet, enbart ansikte eller enbart handen och inte övrig del av arm)         |
| POCI (24 %)                   | Posterior Circulation Infarct         | Infarkt i den bakre cirkulationen                | Något av nedanstående kriterier måste var uppfyllt: - Ipsilateral kranialnervspåverkan med kontralateral motor och/eller sensoriskt bortfall - Bilateral motor och/eller sensoriskt borfall - Icke konjugerade ögonrörelser - Cerebellär dysfunktion utan tecken på påverkan av de långa banorna - Isolerad homonym hemianopsi |

### Styrkor
- Enkel att använda och kräver bara DT av hjärna, vilket görs på i praktiken alla patienter hög- och medelinkomstländer.
- Kan användas för att ange prognosen. Utan kännedom av orsaken till stroke.

### Svagheter
- Klassificeringen anger inte orsaken till stroken.
- Patienter som anges som en LACI kan ha en stenos (förträngning) i ett kärl som kallas M1 (a. cerebri medias första del) eller vara orsakad av kardiell embolikälla.[2]
- En del författare anger därmed att den är omodern och inte bör användas.[2]

### Algoritm för att klassificera enligt OCSP
När man genomför större kliniska studier kan det vara svårt att få alla center att klassificera stroke på ett korrekt sätt och därför skapade man en algoritm för OCSP inför den stora (N=19 435) International Stroke Trial (IST).  Utifrån åtta frågor, där möjliga svar är ja/nej/ej bedömd, kan man dela in patienterna i någon av de fyra grupperna. De frågor man ställer  är
1. Enkelsidigt svaghet  (och/eller sensorisk bortfall) som påverkar ansiktet?
2. Enkelsidigt svaghet  (och/eller sensorisk bortfall) som påverkar arm eller hand?
3. Enkelsidigt svaghet  (och/eller sensorisk bortfall) som påverkar ben eller fot?
4. Afasi?
5. Homonym hemianopsi?
6. Visuospatiala symptom/fynd (t.ex. sensoriskt eller visuellt neglekt)?
7. Hjärnstams-  eller cerebellära symptom:(t.ex. nystagmus eller ataxi)?
8. Andra neurologiska symptom?

| Syndrom | Neurologiska bortfall                                                     | Neurologiska bortfall                                                           | Neurologiska bortfall                                                          | Neurologiska bortfall    | Neurologiska bortfall    | Neurologiska bortfall                                                 | Neurologiska bortfall                                                | Neurologiska bortfall       |
|         | Enkelsidigt svaghet (och/eller sensorisk bortfall) som påverkar ansiktet? | Enkelsidigt svaghet (och/eller sensorisk bortfall) som påverkar arm eller hand? | Enkelsidigt svaghet (och/eller sensorisk bortfall) som påverkar ben eller fot? | Afasi?                   | Homonym hemianopsi?      | Visuospatiala symptom/fynd (t.ex. sensoriskt eller visuellt neglekt)? | Hjärnstams- eller cerebellära symptom:(t.ex. nystagmus eller ataxi)? | Andra neurologiska symptom? |
| TACI    | Ja                                                                        | Ja                                                                              |                                                                                | Ja                       | Ja                       |                                                                       |                                                                      |                             |
|         |                                                                           | Ja                                                                              | Ja                                                                             | Ja                       | Ja                       |                                                                       |                                                                      |                             |
|         |                                                                           | Ja                                                                              | Ja                                                                             |                          | Ja                       | Ja                                                                    |                                                                      |                             |
|         | Ja                                                                        | Ja                                                                              |                                                                                |                          | Ja                       | Ja                                                                    |                                                                      |                             |
|         | Ja                                                                        | Ja                                                                              |                                                                                | Ja                       | Ej bedömd                |                                                                       |                                                                      |                             |
|         |                                                                           | Ja                                                                              | Ja                                                                             | Ja                       | Ej bedömd                |                                                                       |                                                                      |                             |
|         | Ja                                                                        | Ja                                                                              |                                                                                |                          | Ej bedömd                | Ja                                                                    |                                                                      |                             |
|         |                                                                           | Ja                                                                              | Ja                                                                             |                          | Ej bedömd                | Ja                                                                    |                                                                      |                             |
|         | Ja                                                                        | Ja                                                                              |                                                                                |                          | Ja                       | Ej bedömd                                                             |                                                                      |                             |
|         |                                                                           | Ja                                                                              | Ja                                                                             |                          | Ja                       | Ej bedömd                                                             |                                                                      |                             |
|         | Ja                                                                        | Ja                                                                              |                                                                                | Ej bedömd                | Ja                       |                                                                       |                                                                      |                             |
|         |                                                                           | Ja                                                                              | Ja                                                                             | Ej bedömd                | Ja                       |                                                                       |                                                                      |                             |
| LACI    | Ja                                                                        | Ja                                                                              |                                                                                | Nej                      | Nej                      | Nej                                                                   | Nej                                                                  | Nej                         |
|         |                                                                           | Ja                                                                              | Ja                                                                             | Nej                      | Nej                      | Nej                                                                   | Nej                                                                  | Nej                         |
| POCI    |                                                                           |                                                                                 |                                                                                |                          |                          |                                                                       | Ja                                                                   |                             |
|         | Nej                                                                       | Nej                                                                             | Nej                                                                            | Nej                      | Nej                      | Nej                                                                   | Nej                                                                  | Nej                         |
| Övrigt  | Nej                                                                       | Nej                                                                             | Nej                                                                            | Nej                      | Nej                      | Nej                                                                   | Nej                                                                  | Ja                          |
| PACI    | Alla andra kombinationer                                                  | Alla andra kombinationer                                                        | Alla andra kombinationer                                                       | Alla andra kombinationer | Alla andra kombinationer | Alla andra kombinationer                                              | Alla andra kombinationer                                             | Alla andra kombinationer    |